# النكار (سيدي عيسى بن علي)
النكار هي إحدى مشيخات المملكة المغربية، تتبع جغرافيا لإقليم الفقيه بن صالح وإداريًا لسيدي عيسى بن علي. يقدر عدد سكانها بـ 17772 نسمة حسب الإحصاء الرسمي للسكان والسكنى لسنة 2004.